# Trey
Trey is een gemeente en plaats in het Zwitserse kanton Vaud en maakt sinds 1 januari 2008 deel uit van het district Broye-Vully. Voor 2008 maakte de gemeente deel uit van het toenmalige district Payerne.
Trey telt 235 inwoners.

## Geboren
- Jeannot de Crousnaz (1822-1883), notaris, rechter, bestuurder en politicus